# 嘉莲街道
嘉莲街道是中国福建省厦门市思明区下辖的一个街道。

## 行政区划
嘉莲街道共辖10个社区，分别是：
盈翠社区、莲花北社区、莲西社区、莲兴社区、莲花五村社区、长青社区、松柏社区、莲秀社区、华福社区、龙山社区。